# Castanheira de Pera e Coentral
Castanheira de Pera e Coentral (oficialmente: União das Freguesias de Castanheira de Pera e Coentral)  é uma freguesia portuguesa do município de Castanheira de Pera, com 50,43 km² de área e 2645 habitantes (censo de 2021). A sua densidade populacional é 52,4 hab./km².
É a única freguesia do município de Castanheira de Pera.

## História
Foi constituída em 2013, no âmbito de uma reforma administrativa nacional, pela agregação das antigas freguesias de Castanheira de Pera e Coentral e tem a sede em Castanheira de Pera. Castanheira de Pera tornou-se, assim, um dos seis municípios portugueses com uma única freguesia.

## Demografia
A população registada nos censos foi:
| Distribuição da População por Grupos Etários | Distribuição da População por Grupos Etários | Distribuição da População por Grupos Etários | Distribuição da População por Grupos Etários | Distribuição da População por Grupos Etários | Distribuição da População por Grupos Etários |
| -------------------------------------------- | -------------------------------------------- | -------------------------------------------- | -------------------------------------------- | -------------------------------------------- | -------------------------------------------- |
| Antes da agregação                           |                                              |                                              |                                              |                                              |                                              |
| Ano                                          | 0-14 anos                                    | 15-24 anos                                   | 25-64 anos                                   | >= 65 anos                                   | Total                                        |
| 2001                                         | 487                                          | 433                                          | 1865                                         | 948                                          | 3733                                         |
| 2011                                         | 338                                          | 293                                          | 1560                                         | 1000                                         | 3191                                         |
| Após a agregação                             |                                              |                                              |                                              |                                              |                                              |
| Ano                                          | 0-14 anos                                    | 15-24 anos                                   | 25-64 anos                                   | >= 65 anos                                   | Total                                        |
| 2021                                         | 200                                          | 222                                          | 1210                                         | 1013                                         | 2645                                         |